# رود سواپا
رود سواپا (انگلیسی: Svapa) یک رودخانه در استان اریول کشور روسیه است.